# Regina Jucks
Regina Jucks (* 1970) ist eine deutsche Psychologin und seit 2009 Professorin im Institut für Psychologie in Bildung und Erziehung der Universität Münster, deren Prorektorin für Studium und Lehre sie von 2018 bis 2022 war.

## Werdegang
Jucks studierte Psychologie in Münster, wo sie 1997 das Diplom erhielt und 2001 mit einer Arbeit zur Experten-Laien-Kommunikation promovierte. 2005 wurde sie mit Arbeiten zur computergestützten Arzt-Patienten-Kommunikation habilitiert. Von 2008 bis 2009 war sie Professorin für Pädagogische Psychologie an der Goethe-Universität Frankfurt. Seit 2009 ist sie Professorin für Sozialpsychologische Grundlagen von Erziehung und Unterricht am Institut für Psychologie in Bildung und Erziehung der Westfälischen Wilhelms-Universität Münster. Sie ist zudem seit 2011 wissenschaftliche Leiterin des Zentrums für Hochschullehre, einer Einrichtung zur hochschuldidaktischen Weiterqualifizierung der Lehrenden der Westfälischen Wilhelms-Universität.
Die Hochschulwahlversammlung der Westfälischen Wilhelms-Universität Münster wählte sie am 23. November 2017 zur Prorektorin für Studium und Lehre. Sie hat in diesem Amt am 1. März 2018 die Nachfolge von Marianne Ravenstein angetreten. Bei der Wiederwahl am 22. April 2022 verweigerte die Hochschulwahlversammlung Jucks aufgrund von Dissonanzen beim Corona-Krisenmanagment im ersten Wahlgang die Wiederwahl. Im zweiten Wahlgang erreichte sie dann die erforderliche Mehrheit für eine Fortsetzung ihrer Tätigkeit als Prorektorin für Studium und Lehre. Infolge der nicht ausreichenden Unterstützung des Senats erklärte sie am 20. Juni 2022 den Verzicht auf eine zweite Amtszeit. Ihre Nachfolge trat am 1. Oktober 2022 Ulrike Weyland an.

## Forschungsschwerpunkte
- Auffassungen über Lehren und Lernen/Hochschuldidaktik
- Kooperatives computergestütztes Lernen/Lernen durch Schreiben
- Wissenskommunikation und -interaktion im Netz
- Kommunikation und Beratung in Lehr-Lern-Settings